# Epigynopteryx tabitha
Epigynopteryx tabitha là một loài bướm đêm trong họ Geometridae.